# Systole tuonela
Systole tuonela är en stekelart som beskrevs av Claridge 1959. Systole tuonela ingår i släktet Systole och familjen kragglanssteklar. Arten är reproducerande i Sverige. Inga underarter finns listade i Catalogue of Life.